# رود ريتشاردز
رود ريتشاردز (بالإنجليزية: Rod Richards)‏ هو سياسي بريطاني، ولد في 12 مارس 1947 في المملكة المتحدة. حزبياً، نشط في حزب المحافظين.

## مناصب
- انتخب عضو الجمعية الوطنية الويلزية الأولى عن دائرة شمال ويلز [الإنجليزية]‏ وقد انضم خلال فترته النيابية  [لغات أخرى]‏ ( – 10 سبتمبر 2002) للكتلة البرلمانية مستقل.
- في انتخابات الجمعية الوطنية الويلزية 1999 [الإنجليزية]‏، انتخب عضو الجمعية الوطنية الويلزية الأولى عن دائرة شمال ويلز [الإنجليزية]‏ وقد انضم خلال فترته النيابية  [لغات أخرى]‏ (6 مايو 1999 – ) للكتلة البرلمانية الحزب الويلزي المحافظ.
- في الانتخابات العامة في المملكة المتحدة 1992 [الإنجليزية]‏، انتخب عضو البرلمان الحادي والخمسون للمملكة المتحدة عن دائرة كلويد الشمالية الغربية [الإنجليزية]‏ خلال فترته النيابية ‏ (9 أبريل 1992 – 8 أبريل 1997).
- انتخب الحزب الويلزي المحافظ.